# Caloncoba gilgiana
Caloncoba gilgiana là một loài thực vật có hoa trong họ Achariaceae. Loài này được (Sprague) Gilg mô tả khoa học đầu tiên năm 1908.